# Nokia N80
Il Nokia N80 è uno smartphone Nokia Nseries.
Il terminale si basa sul sistema operativo Symbian 9.1 ed è basato sulla piattaforma Serie 60 3rd Edition.
Uscito in Italia nell'aprile 2006, era all'epoca uno degli smartphone più completi prodotti dalla Nokia. Questo smartphone è stato prodotto anche nella versione Internet Edition alla quale è stata aggiunta la connessione Wi-Fi.

## Funzionalità multimediali

### Fotocamera
L'N80 è dotato di una fotocamera digitale da 3 megapixel interpolati fino a 3,2 con obiettivo in vetro a fuoco fisso: normale 4,7mm o macro (senza autofocus).
È dotato di molte impostazioni avanzate per la fotocamera, come ad esempio il bilanciamento del bianco, compensazione esposizione, flash, saturazione/nitidezza ecc.
Oltre alla fotocamera principale possiede anche una seconda fotocamera sul fronte, da 0,3 megapixel (640x480 pixel), che viene utilizzata per effettuare videochiamate.

### Lettore musicale
È presente un lettore musicale che tra gli altri formati supporta AAC, MP3 e WMA.

### Radio
È presente un programma per ascoltare la radio FM, che però non è compatibile con il sistema RDS ma sfrutta la tecnologia Visual Radio, scarsamente utilizzata dalle radio italiane.
Sono necessarie le cuffie per ascoltarla poiché il loro cavo fa da antenna, nonostante questo una volta inserito l'auricolare si può attivare la riproduzione dall'altoparlante.

## Memoria
Il Nokia N80 è dotato di 40Mb di memoria interna, inoltre ha a disposizione uno slot miniSD per espandere la memoria fino a 2Gb.

### Programmi per Symbian S60 3rd edition
È possibile installare solo programmi sviluppati appositamente per la Serie 60 terza edizione a causa della mancata retro-compatibilità con le vecchie versioni Symbian. Di fatto però il porting delle più note applicazioni è avvenuto in tempi molto brevi, nonostante le limitazioni di sicurezza imposte dalla Nokia. Infatti queste richiedono la presenza obbligatoria di firme digitali sicure per ogni applicazione creata. Tali firme comportano un esborso di denaro da parte degli sviluppatori. L'aspetto positivo di questa nuova politica Nokia sta nell'assenza di virus, e nella lotta contro la pirateria.

### Supporto J2ME
È presente il supporto per programmi Java2 Micro Edition.

## Connettività
- Wi-Fi (Solo nelle Internet Edition) (802.11g ridotta a 100 mW e 12 Mbit/s), supporta reti criptate WEP e WPA, e il protocollo UPnP.
- Bluetooth 1.2
- IrDA (porta infrarossi), permette di interfacciarsi con i dispositivi dotati della stessa porta.
- Pop-Port, porta universale per auricolari, cavo USB ecc.